# Oliver Twist, le musical
Oliver Twist, le musical is een Franse musical uit 2016 geschreven door Christopher Delarue en gecomponeerd door Shay Alon. De musical is gebaseerd op het boek Oliver Twist van Charles Dickens, maar met een paar kleine wijzigingen. De musical ging op 23 september 2016 in première in Salle Gaveau in Parijs.

## Rolverdeling
| Acteur            | Personage                 | opmerking                                                      |
| ----------------- | ------------------------- | -------------------------------------------------------------- |
| Nicolas Motet     | Oliver Twist              |                                                                |
| Prisca Demarez    | Nancy / Mw. Corney        |                                                                |
| David Alexis      | Fagin                     |                                                                |
| Arnaud Léonard    | Bill Sax                  | In het boek wordt hij Bill Sikes genoemd                       |
| Benoît Cauden     | Dickens                   | In het boek wordt hij Jack Dawkins (The Artful Dodger) genoemd |
| Catherine Arondel | Rosa / Mw. Dumbly         | Mw. Dumbly wordt in het boek Mw. Sowerberry genoemd            |
| Gilles Vajou      | Hr. Brownlow / Hr. Dumbly | Hr. Dumbly wordt in het boek Hr. Sowerberry genoemd            |

## Afwijkingen in het verhaal
Deze bewerking van het boek van Charles Dickens bevat een aantal grote wijzigingen. Zo hebben een aantal karakters een andere naam. 
Verder zijn er veranderingen te zien met betrekking tot de leeftijden van Oliver Twist en de bendeleden van Fagin. Waar in het boek de leeftijd van de Oliver Twist en de bende nog rond de 10 jaar ligt, is Oliver Twist in deze musical 15 jaar en de bendeleden is rond de 20 jaar oud.
De assistent van de begrafenisondernemer (Noah Claypole) komt in de musical niet voor.
Rose is in de musical de huishoudster van Mr. Brownlow geworden en de halfbroer van Oliver (Monks) komt ook niet voor in het verhaal.

## Discografie
- Ce qu'il faut faire - Nicolas Motet[1]
- Fastoche - Arnaud Léonard[2]
- Oliver Twist, le musical - Cast album[3]